# Lidderdalen
Lidderdalen är en dal i Himalaya som utgör den sydöstra delen av Anantnag i Jammu och Kashmir, Indien. Den 73 km långa Lidderfloden flyter genom dalen. Dalen börjar sju kilometer nordost om Anantnag och 62 kilometer sydost om unionterritoriets huvudstad Srinagar. Lidderdalen är en 40 kilometer lång ravindal med en genomsnittlig bredd av 4,8 kilometer.